# Sam Morsy
Samy Sayed Morsy (* 10. September 1991 in Wolverhampton) ist ein ägyptisch-englischer Fußballspieler, der bei Ipswich Town unter Vertrag steht.

## Karriere

### Verein
Er begann das Fußballspielen in der Jugend seiner Heimat bei den Wolverhampton Wanderers, wo er bis zur U18 Teil des Klubs war. Zur Saison 2008/09 wechselte er in die U18 von Port Vale. Sein Debüt für die erste Mannschaft hatte er in der League Two am 23. Februar 2010 bei einem 4:0-Sieg über Lincoln City. Er wurde in der 83. Minute für Tommy Fraser eingewechselt. Ab der Saison 2010/11 kam er in die erste Mannschaft, wo er zu einem wichtigen Spieler wurde. Nach der Saison 2012/13 wechselte er zum FC Chesterfield, wo er bis Ende Januar 2016 blieb. Mit dem Klub gelang es ihm, in die League One aufzusteigen. Seine nächste Station war Wigan Athletic, wo er in der Championship zum Einsatz kam. Nach einem halben Jahr ging es per Leihe für den Rest des Jahres innerhalb der Spielklasse zum FC Barnsley. Nach seiner Rückkehr blieb er noch bis Mitte September 2020 bei Wigan und wechselte danach zum FC Middlesbrough. Im September 2021 heuerte er beim Drittligisten Ipswich Town an.

### Nationalmannschaft
Seinen ersten Einsatz für die ägyptische Fußballnationalmannschaft hatte er am 30. August 2016 bei einem  1:1-Freundschaftsspiel gegen Guinea, als er zur zweiten Halbzeit für Ibrahim Salah eingewechselt wurde. Nach ein paar Freundschafts- und Qualifikationsspielen wurde er bei der Weltmeisterschaft 2018 im ersten Gruppenspiel gegen Uruguay eingewechselt. Nach einem weiteren Qualifikationsspiel nach der Weltmeisterschaft im Oktober 2018 erhielt er keinen weiteren Einsatz in der Nationalmannschaft.